# اریک مونتس
اریک مونتس (انگلیسی: Eric Montes؛ زادهٔ ۱۷ آوریل ۱۹۹۸) بازیکن فوتبال اهل اسپانیا است.